# Bridge (stúdió)
A Bridge Inc. (株式会社ブリッジ; Kabusikigaisa Buriddzsi; Hepburn: Kabushikigaisha Burijji) japán animációs stúdió, melyet 2007-ben alapítottak a Sunrise korábbi dolgozói.

## Története
A Bridge-t a Sunrise Keroro gunszó gyártása során létrehozott 6-os stúdiójának volt dolgozói alapították 2007. augusztus 10-én.

## Munkái

### Televíziós animesorozatok
- Micudomoe (2010)[2][3]
- Micudomoe zórjócsú! (2011)[2]
- Pretty Rhythm: Aurora Dream (2011, együttműködés az animációgyártásban a Tatsunoko Productionnel)[2]
- Devil Survivor 2: The Animation (2013)[2]
- Nobunagun (2014)[2][4]
- Fairy Tail (2014–2019, 176–328. epizód, az A-1 Pictures-szel (mindegyik epizód) és CloverWorks-szel (harmadik sorozat) koprodukcióban)[2][5]
- Szeiszen Cerberus: Rjúkoku no Fatalite (2016)[6]
- Sónen Asibe GO! GO! Goma-csan (2016–2018, 1., 2. és 3. sorozat, a Studio Husióval (1. és 2. sorozat) és a Studio Palette-tel (3. sorozat) koprodukcióban)[2]
- Heybot! (2016, a Bandai Namco Pictures-szel koprodukcióban)
- Flowering Heart (2016–2017, a DR Movie-val (dél-koreai) koprodukcióban)
- Ósicu kjósi Heine (2017)[2][7]
- Cardfight!! Vanguard G: Z (2017–2018, az OLM-mel koprodukcióban)[2]
- Nanacu no bitoku (2018)[2][8]
- Yu-Gi-Oh! Sevens (2020–)[2][9]
- Muhyo to Roji no mahóricu szódan dzsimuso (2020, együttműködés az animációgyártásban a Studio Deennel)[2]
- Munó na Nana (2020)[2][10]
- Pont Qiao Booth (2020)[2][11]
- Sámán király (2021)[2][12]

### OVA/ONA
- Icsigeki Szaccsú!! Hoihoi-szan: Legacy (2012)
- Saint Seiya: Soul of Gold (2015, a Toei Animationnel koprodukcióban)[13]
- Nihon Animator Mihonicsi: Ragnarok (2015, a Studio Khara-val koprodukcióban)[14]
- Nanacu no bitoku (2018)